# Касива Рейсол
«Касива Рейсол» (яп. 柏レイソル Касива Рэйсору, англ. Kashiwa Reysol) — японский футбольный клуб из города Касива.

## История
Клуб был основан в 1940 году как футбольная команда «Хитачи». Команда была одним из основателей Футбольной Лиги Японии. Она имела некоторый успех в середине 1970-х годов, выиграв несколько раз Кубок Императора.
В 1986 году команда переехала из города Коганаи в Касива, и потребовалось время, чтобы адаптироваться к новому городу. Из-за этих неурядиц команда была понижена в классе и переведена в Джей-лигу 2. Только в 1989 году «Касива» смогла вернуться в высший дивизион страны. Затем перемещение по турнирам произошло ещё не раз, прежде чем «Касива» сумела закрепиться в 1 лиге Японии.
К 1993 году «Касива» обзавелась рядом квалифицированных игроков, такими как Хисао Арига, Карека, Зе Сержио, и постепенно стала грозной силой в турнире. Благодаря этому с 1995 года «жёлто-чёрные» закрепились в Джей-лиге 1, а в 1999 году выиграли свой первый титул — бронзовые медали чемпионата — и Кубок Лиги.
После этого дела команды пошли на спад. Вскоре сменился владелец клуба, начались трения между управляющим команды и игроками, и в 2005 году команда снова покинула высшую лигу страны. После перевода в низший дивизион команда потеряла всех своих лучших игроков. Но с 2010 года руководство клуба и его тренер создают совершенно новую команду. «Касива» под руководством бразильского специалиста Нелсиньо Баптисты завершила сезон в Джей-лиге 2 на первом месте и снова вернулась в элитный дивизион японского футбола.
В 2011 году «Касива» сразу после выхода в высшую лигу страны завоевала золотые медали.

## Достижения
- Чемпион Японии: 1972, 2011
- Победитель Джей-лиги 2: 1991, 2010, 2019
- Обладатель Кубка Императора: 1972, 1975, 2012
- Финалист Кубка Императора: 1973, 1963, 2008
- Обладатель Кубка Японской лиги: 1976, 1999, 2013
- Обладатель Суперкубка Японии: 2012
- Обладатель Кубка банка Суруга (1): 2014